# Sesser, Illinois
Sesser là một thành phố thuộc quận Franklin, tiểu bang Illinois, Hoa Kỳ. Năm 2010, dân số của thành phố này là 1931 người.

## Dân số
Dân số qua các năm:
- Năm 2000: 2128 người.
- Năm 2010: 1931 người.